# Port lotniczy Pelaneng
Port lotniczy Pelaneng (ang. Pelaneng Airport, IATA: PEL, ICAO: FXPG) – port lotniczy zlokalizowany w miejscowości Pelaneng, w Lesotho.